# オペレーション・ベビーリフト
オペレーション・ベビーリフト（英語: Operation Babylift）は、ベトナム戦争末期の1975年4月4日から4月26日にかけてアメリカ空軍が行った、南ベトナムの孤児を大規模にアメリカ合衆国本土などに避難させるための空輸作戦の通称で、当該作戦の第1便が起こした航空事故でも知られている。

## 孤児移送作戦

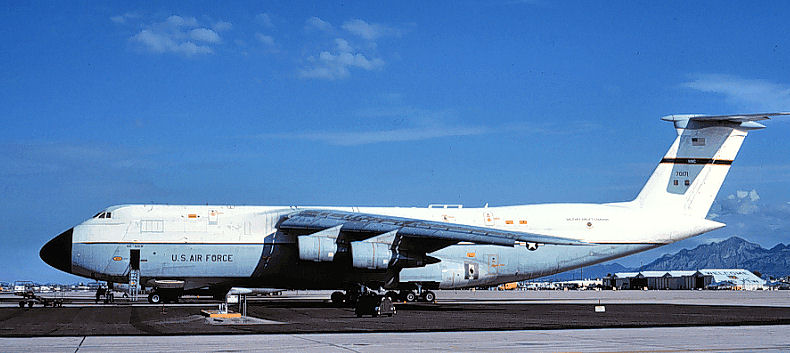
ロッキードC-5ギャラクシー

ベトナム戦争が終わりに近づくにつれて、南ベトナム人の孤児とアメリカ人家庭との養子縁組が増加した。1975年3月にダナンが陥落してサイゴンにも戦火が迫ると、数十万の市民が脱出を開始した。
こうした中で、戦争で親を亡くしたベトナム人孤児たちの生命も気遣われ、国際養子縁組を進める慈善団体である「ホルト児童福祉会」や「フレンド・オブ・チルドレン・オブ・ベトナム」（FCVN）、「フレンズ・フォー・オール・チルドレン」（FFAC）、「カトリック救援奉仕事業」、「国際社会奉仕事業」、「インターナショナル・オーファンズ」（Childhelp）、「パール・バック財団」などが、アメリカ政府と軍に孤児たちの退避のための要請を行った。
1975年4月3日、当時の大統領ジェラルド・フォードは、ロッキードC-5ギャラクシー輸送機による30回のフライトで孤児たちを避難させるという「オペレーション・ベビーリフト」の開始を声明した。しかし、翌4月4日に飛び立った第1便は事故を起こし、助かるはずであった幼児や子供が大勢亡くなった。この事故の結果、この作戦はアメリカ内外の関心と同情、そして大きな非難を集めることになった。にもかかわらず作戦はその後も継続され、北ベトナム軍の攻撃によりタンソンニャット基地が使用不可能になる4月26日まで継続された。
北ベトナム政府はこの作戦について「組織的な幼児誘拐である」と非難したほか、アメリカや西側諸国においても、あわただしい異国への「避難」が、孤児たちにとって最善であったのかという点が問題にされることもある。「養子」の中には書類が不備のものもあり、のちに実の親や親族との間で親権をめぐる争いが生じたケースもあるなど、養子縁組団体の活動には当時から議論の的ともなっていた。
「オペレーション・ベビーリフト」の結果、戦禍の中から3,300人以上の孤児が南ベトナムから運び出され、アメリカやオーストラリアなどの西側諸国に養子として迎えられることになった。

## 航空事故

### 事故の概略
1975年4月4日、この作戦の第1便として、孤児を含む乗員乗客314名がロッキードC-5ギャラクシー（機体番号68-0218）に乗り込み、午後4時すぎにサイゴンのタンソンニャット基地を離陸した。地上からの攻撃を避けるために、離陸後は通常より高い上昇率で上昇した。生存者の証言によると、機内では乗員と孤児が楽しく話していたという。
離陸から数分後、爆発音とともに機体は大きく揺れ、急減圧が発生した。機体後部にいた人は、機体に開いた穴に驚いたという。操縦士は空港への着陸を試みたが、機体のコントロールが利かないまま降下を始めた。機長がエンジンの推力を上げると降下は止まったが、今度は急上昇をはじめて機首の角度が90度まで上がった。このため、機長は推力を下げることで機首を下げて機体を安定させ、高度10,000フィートで水平飛行になった。操縦士たちは空港へ戻るためUターンを試みたが、再び機体はコントロールを失い急降下を始めた。
機長は水田への不時着を試みたが、機体は500 km/hという猛スピードで後部車輪を衝突させてバウンドした。再着陸を試みた機長は目の前に川があることに気づいて推力を増したが、そのまま機体後部から水田に衝突した。衝突の瞬間、機体はコックピット・機体中央部・後部・主翼に分解しながら地面を滑走した。機体後部や主翼は滑走中に粉砕され、コックピット部分は衝突地点から転がりながら停止した。
機体中央部2階の客室は被害が少なく、乗員や幼児のほとんどは生還した。しかし、機体中央部1階の貨物室にいた乗員や子どもは、不時着時の衝撃によって即死した。コックピットの中にいた操縦士や機関士は全員が生存した。乗客乗員314人中、138人が死亡した。生存者は176人だった。

### 事故原因
サイゴンが陥落し、南ベトナムの親米政権が崩壊する直前の事故であったため、事故原因の調査は困難を極めた。
調査の結果、機体後部の貨物用ドアがドアロックの不良によって吹き飛び、操縦系統が破壊されてコントロールが利かなくなったことがわかった。
ベトナム戦争末期、部品不足に悩まされていた空軍は、使える部品を取り外して他の機体に流用する「共食い整備」でメンテナンスを行っていた。この事故の場合、ドアのロック部分を調節するタイロッドという部分が一時的に他のC-5に回され、その後再整備にて戻されていた。この際に適切に装着されていなかったたため、事故機のドアのロック部分14箇所の内、3箇所のロックが完全ではなかった。そのため機体が与圧されると、ドアのロックは持ちこたえられなくなり、外れてしまった。それと同時に尾部の一部が破壊されたことで、水平尾翼の昇降舵の油圧が抜け、上昇や降下などの現象が起きたのであった。

## 映像化
- メーデー!:航空機事故の真実と真相 第6シーズン第5話「OPERATION BABYLIFT」